# Helmut Sonnenfeldt
Pour les articles homonymes, voir Sonnenfeld.
Helmut Sonnenfeldt,  né à Berlin le 13 septembre 1926, et mort à Chevy Chase (Maryland) le 18 novembre 2012, est un expert américain des affaires étrangères. 

## Biographie
Sa première fonction gouvernementale a été le poste de directeur du bureau de recherches sur l'Union soviétique et l'Europe de l'Est avant d'entrer au département d'État des États-Unis entre 1952 et 1969 et de devenir membre du directoire du Conseil national de sécurité entre 1969 et 1974. 
Il est par la suite conseiller du département d'État (1974-77). Il est actuellement étudiant invité de l'université Johns-Hopkins et de la Brookings Institution.
En 1953, il épouse Marjorie Hecht. Ils ont trois enfants: Babette Hecht, Walter Herman et Stewart Hecht.

## Publications
- Soviet Style in International Politics, éd. Washington Institute for Values in Public Policy, Washington, 1985  (ISBN 9780887020100)
- Soviet Politics in the 1980s, éd. Westview Press, Boulder, 1985  (ISBN 9780865318632)
- Soviet Perspectives on Security. Adelphi papers, n°150, éd. International Institute for Strategic Studies, Londres, 1979  (ISBN 9780860790273), avec William G. Hyland

## Prix
- Médaille Leo Baeck